# Rony Bakale
Rony Bakale, född den 6 oktober 1987 är en olympisk simmare från Kongo-Brazzaville. Han tävlade för Kongo i olympiska sommarspelen 2004 och 2008. Vid OS 2004 var han också flaggbärare för Kongo. Han deltog även vid Världsmästerskapen i simsport 2007. Han är bror till Monika Bakale, som också representerat Kongo i två olympiska sommarspel i simning. 